# مملكة شانغ
أسرة شانغ (بالصينية: 商朝؛ بالبينيين: Shāngcháo) التي عُرفت في الماضي باسم أسرة ين (殷代؛ Yīndài) هي السلالة الصينية التي حكمت وادي النهر الأصفر الأدنى والأوسط في الألفية الثانية قبل الميلاد خلفًا لسلالة شيا الحاكمة، وتبعتها سلالة زو الحاكمة. وردت حكايات أسرة شانغ في بعض النصوص والسجلات التاريخية مثل كتاب الوثائق، وحوليات الخيزران، وسجلات المؤرخ الكبير. وطبقًا للتسلسل الزمني المتوارث القائم على حسابات قام بها المؤرخ ليو شين منذ 2000 عام، حكمت أسرة شانج الصين من عام 1766 إلى 1122 قبل الميلاد؛ ولكن طبقًا للتسلسل الزمني القائم على النسخة الحالية من حوليات الخيزران، حكمت تلك الأسرة من عام 1556 إلى 1046 قبل الميلاد. بينما توصل مشروع شيا شانج زو للتأريخ إلى أن فترة حكم أسرة شانغ امتدت من عام 1600 إلى 1046 قبل الميلاد بناءً على تواريخ الكربون المشع الخاصة بالعينات المأخوذة من موقع آثار حضارة إيرليجانج.
سلالة شانج هي أقدم السلالات الحاكمة في التاريخ الصيني التقليدي كما اتضح من الأدلة الأثرية. كشفت عمليات تنقيب أنقاض ين (بالقرب من مدينة أنيانغ الحالية) التي عُرفت بكونها آخر عواصم سلالة شانج عن إحدى عشرة مقبرة ملكية وأساسات القصور الملكية وأماكن الشعائر، وهي تحتوي على أسلحة الحروب وبقايا كلٍ من القرابين البشرية والحيوانية. عُثر على عشرات الآلاف من الآثار المصنوعة من البرونز، واليشم، والصخر، والعظم، والخزف.
أثمر التنقيب عن الآثار في موقع أنيانغ الأثري عن أقدم كتابات صينية معروفة، ومعظمها كهانات كُتبت على عظام أكتاف الثيران أو قواقع السحالف أو غيرها من العظام. اُكتشف أكثر من 20,000 أثر في عمليات الحفر الأولية في عشرينيات وثلاثينيات القرن العشرين، وعُثر على أربعة أمثالها منذ ذلك الحين وحتى الآن. قدمت لنا تلك النقوش رؤية نافذة حاسمة عن عدة جوانب من تلك المرحلة الأولية من تاريخ الحضارة الصينية مثل السياسة والاقتصاد والعادات الدينية والفنون وعلوم الطب.

## الروايات المتوارثة
ذُكرت عدة أحداث متعلقة بسلالة شانج في عدة نصوص صينية كلاسيكية مثل كتاب الوثائق، ومنسيوس، وتسوه جوهان. ومن خلال تلك الوثائق، ألف المؤرخ سيما شيان الذي (عاش في فترة حكم سلالة هان) رواية تسلسلية عن سلالة شانج كجزء من كتاب سجلات المؤرخ الكبير. وصف كتابه بعض الأحداث وصفًا دقيقًا شاملًا، بينما اكتفى في بعض المواضع الأخرى بذكر اسم الملك الحاكم فقط. يحتوي كتاب حوليات الخيزران على رواية مقاربة للرواية السابقة، ولكنها تختلف عنها اختلافًا بسيطًا. دُفن كتاب الحوليات في عام 296 قبل الميلاد، ولكن تاريخ كتابة هذا الكتاب متشابك، وثمة بعض الخلاف حول مصداقية النسخ الناجية من هذا الكتاب.
أشار سيما شيان لسلالة شانج باسم ين كما الحال في النسخة الحالية من حوليات الخيزران التي أشارت إلى السلالة الحاكمة والعاصمة الأخيرة بهذا الاسم. كان ين الاسم الشائع لأسرة شانج على مدار التاريخ. ولكن عقب كتابة سجلات الأباطرة والملوك من تأليف الطبيب الصيني هوانغ فو مي في القرن الثالث بعد الميلاد، أضحى اسم ين خاصًا بالإشارة للنصف الأخير من حقبة أسرة شانج. وفي اليابان وكوريا، يُشار إلى أسرة شانج بأسرة ين حصرًا. ورغم ذلك، يبدو أن ين كان أحد الأسماء القديمة لسلالة زو. لم يرد ذكر كلمة ين في النقوشات القديمة على العظام التي تُشير للدولة باسم شانج (商)، والعاصمة باسم داي شانج (大邑商 وتعني «مستوطنة شانج العظمى»). ولم يظهر اسم ين على النقوشات البرونزية التي تُعود لعصر سلالة زو.

### أسطورة الأصل
ذُكرت أسطورة أصل سلالة شانج في كتاب حوليات ين من تأليف سيما شيان. تقول الأسطورة أن امرأة تُدعى جياندي (簡狄) كانت الزوجة الثانية للإمبراطور كو، وأنها ابتلعت بيضة سقطت من طائر أسود (玄鳥) وبعدها حدثت المعجزة وأنجبت طفلًا يُدعى تشي (偰). تزعم الأسطورة أن تشي ساعد يو العظيم في السيطرة على الفيضان العظيم الذي حل بالصين، وكافأه الإمبراطور على خدمته بإعطاءه قطعة من الأرض تُدعى شانج.

### مسار الخلافة
في حوليات ين، ذكر سيما شيان أن سلالة شانج استهلت بعد 13 جيلًا من عهد تشي، وذلك عندما أطاح حفيده تانغ بآخر حكام أسرة شيا في معركة مينغتياو. وتسرد سجلات المؤرخ الكبير أحداث عهود الحكام المتعاقبين مثل تانغ، وتاي جيا، وتاي وو، وبان غينغ، ووو دينغ، ووو يي، والملك الفاسق دي شين الذي كان آخر حكام أسرة شانج، ولكنها لم تُذكر شيئًا عن الحكام الآخرين سوى أسماءهم فقط. طبقًا لما ورد في سجلات المؤرخ الكبير، نقلت أسرة شانج عاصمتهم خمسة مرات، حتى استقروا على مدينة ين في منطقة بان غينغ إيذانًا ببداية العصر الذهبي لأسرة شانج.
يُقال أن دي شين، آخر حكام سلالة شانج، مات منتحرًا عقب هزيمة جيشه على يد الملك وو من سلالة زو. تزعم الأسطورة أن جيش الملك دي شين وعبيده المسلحون خانوا ملكهم وانضموا إلى أتباع أسرة زو في معركة مو الحاسمة. طبقًا لما ورد في كتاب زو الضائع (逸周書) ومنسيوس، كانت معركة مو معركة دموية شرسة. تحكي رواية تنصيب الآلهة التي كُتبت في عصر سلالة مينغ حكاية الحرب التي دارت بين أسرتي شانج وزو في صورة صراع بين عدة طوائف من الآلهة.
بعد هزيمة أسرة شانج، سمح الملك وو لابن دي شين، وو غينغ، بحكم منطقة شانج باعتبارها ولاية تابعة لمملكته. وأرسل زو وو ثلاثة من إخوته وجيشًا لضمان ولاء وو غينغ له. وعقب وفاة زو وو، انضمت أسرة شانج إلى عصيان الحراس الثلاثة ضد دوق زو، ولكنهم هُزموا بعدها بثلاث سنوات، ما أدى إلى وقوع أرض شانج تحت سيطرة أسرة زو.

### أحفاد عائلة شانج الملكية
عقب انهيار مملكة شانج، أجبر حكام زو «متعصبي ين» (殷頑) على الرحيل من أراضيهم وبعثوهم إلى أماكن متفرقة في مملكة زو. قام بعض أفراد عائلة شانج الملكية بتغيير ألقابهم من لقب أجدادهم «زي» (子) إلى لقب سلالتهم البائدة، ين. احتفظت تلك العائلة بمكانتها الأرستقراطية، وقدمت عدة خدمات حيوية لأسرة زو التي خلفتها. تقول سجلات المؤرخ الكبير أن الملك تشينغ كلف أخ دي شين، ويزيتشي، بإدارة ولاية سونغ التي تقع عاصمتها في شانغكيو، وذلك بمساعدة عمه الواصي على عرشه، دوق زو. التزم دوق زو بآداء طقوس تكريم ملوك شانج حتى احتلت ولاية تشي ولاية سونغ في عام 286 قبل الميلاد. ومن المحتمل أن كونفيوشيوس كان من أحد أحفاد ملوك شانج عبر دوقات ولاية سونغ.
خلعت سلالة هان الشرقية لقب دوق سونغ ودوق ين على كونغ آن لأنه كان جزءًا مما تبقى من سلالة شانج. وهذا الغصن المتفرع من شجرة عائلة كونفيوشيوس هو غصن منفصل عن الفرع الذي حظي بلقب مركيز فينغ شينغ، ولاحقًا لقب دوق يان شينغ.